# 1975-1977-1998
1975-1977-1998 è un EP del gruppo statunitense dei 90 Day Men, pubblicato nel 1998 dalla Temporary Residence.

## Tracce
1. My Trip to Venus – 2:35
2. Sink Potemken – 5:19
3. Streamlines & Breadwinners – 3:30
4. Sweater Queen – 3:36
5. Hey, Citronella! – 6:28

## Formazione
- Brian Case - voce, chitarra
- Robert Lowe - basso, voce
- Cayce Key - batteria